# Oltènia

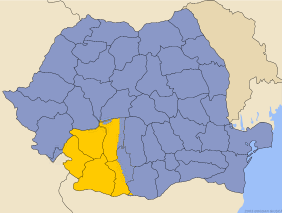
Mapa de Romania amb Oltènia assenyalada

Oltènia (Petita Valàquia en antigues versions, amb els noms en llatí Wallachia Minor, Wallachia Alutana, Wallachia Caesarea usats entre 1718 i 1739) és una regió històrica i geogràfica de Romania. Està situada entre el Danubi, els Carpats Meridionals i el riu Olt).

## Geografia
Els tradicionals comtats d'Oltènia són Mehedinţi, Gorj, Dolj, Vâlcea, i Olt.
La principal ciutat de la regió i la seva capital durant tota l'edat mitjana és Craiova. Altres ciutats són Drobeta-Turnu Severin, Râmnicu Vâlcea, Slatina, Târgu Jiu, Caracal, i Motru.

## Història
Inicialment fou habitada pels dacis, fou incorporada a l'Imperi Romà (106, al final de les Guerres Dàcies; veure Dàcia romana). El 129, durant el regnat d'Hadrià, formà part de la Dàcia Inferior, una de les dues divisions de la província (junt amb la Dàcia Superior, a l'actual Transsilvània); la reforma administrativa de Marc Aureli va fer d'Oltènia una de les tres noves divisions (tres Daciae) com a Dacia Malvensis, i la capital i principal ciutat era anomenada Romula. Fou colonitzada amb veterans de les legions romanes. Els romans abandonaren l'administració al sud del Danubi a mitjans del segle iii i Oltènia fou governada pels gots i dacis carpians.
Victufals, taifals i teruings són les tribus esmentades per haver posseït l'abandonada província romana de Dàcia el 350. Els taifals es feren federats dels romans, dels qui obtenien el dret per instal·lar-se en Oltènia.
Pel 1247 el país va caure el mans de Litovoi, qui més tard va dominar Muntènia per a formar l'estat medieval de Valàquia. Des d'aleshores fins al 1831, el voivoda (Príncep de Valàquia) fou representat a Oltènia per un ban (marele ban al Craiovei - "el grant ban de Craiova", després la seu fou traslladada a Strehaia), considerat el càrrec més gran en la jerarquia valaca, i que fou ocupat moltes vegades per membres de la família Craioveşti (des de finals del 1400 al 1550).
Durant el segle xv, Valàquia hagué d'acceptar la sobirania de l'Imperi Otomà i pagar un tribut anyal per a mantenir la seva autonomia. Tanmateix, molts governants, inclosos Miquel el Valent, lluitaren contra els otomans, atorgant Valàquia breus períodes d'independència total. Després del 1716, els otomans decidiren que els boiars valacs no escollissin els voivodes, i establiren el règim fanariota.
Dos anys més tard, en 1718 sota els termes del Tractat de Passarowitz, Oltènia fou separada de Valàquia i annexada per la monarquia dels Habsburg (de facto, sota ocupació austríaca el 1716); el 1737, fou retornada a Valàquia sota el príncep Constantí Mavrocordatos (veure Guerra Austro-Turca de 1716-18 i Guerra Austro-Turca de 1737-1739). Sota l'ocupació, Oltènia fou l'única part dels Principats del Danubi (amb l'excepció de la Bucovina) que experimentà el despotisme il·lustrat i l'administració austríaca, encara que amb una formidable oposició dels boiars conservadors. D'antuvi aclamats com a alliberadors, els austríacs aviat deceberen els valacs en imposar una reforma administrativa, fiscal, judicial i política molt rígida que centralitzava i integrava el territori (antagonizant ambdós extrems de l'espectre social: eliminant els privilegis dels nobles i imposant fortes taxes als camperols).
El 1761, la residència dels bans fou traslladada a Bucarest, de cara a un centralisme (un kaymakam representava els boiars a Craiova). S'hi va mantenir fins a la mort del darrer ban, Barbu Văcărescu, el 1832.
El 1821, Oltènia i el comtat de Gorj foren el centre de la revolta de Tudor Vladimirescu (veure Aixecament valac de 1821). Tudor inicialment dominà Pandurs a Padeş i assolí el control dels monestirs fortificats de Tismana i Strehaia.